# Gmina Zelów
Die Gmina Zelów [ˈzɛluf] ist eine Stadt-und-Land-Gemeinde im Powiat Bełchatowski der Woiwodschaft Łódź in Polen. Ihr Sitz ist die gleichnamige Stadt (deutsch Zelow) mit etwa 7600 Einwohnern.

## Geographie

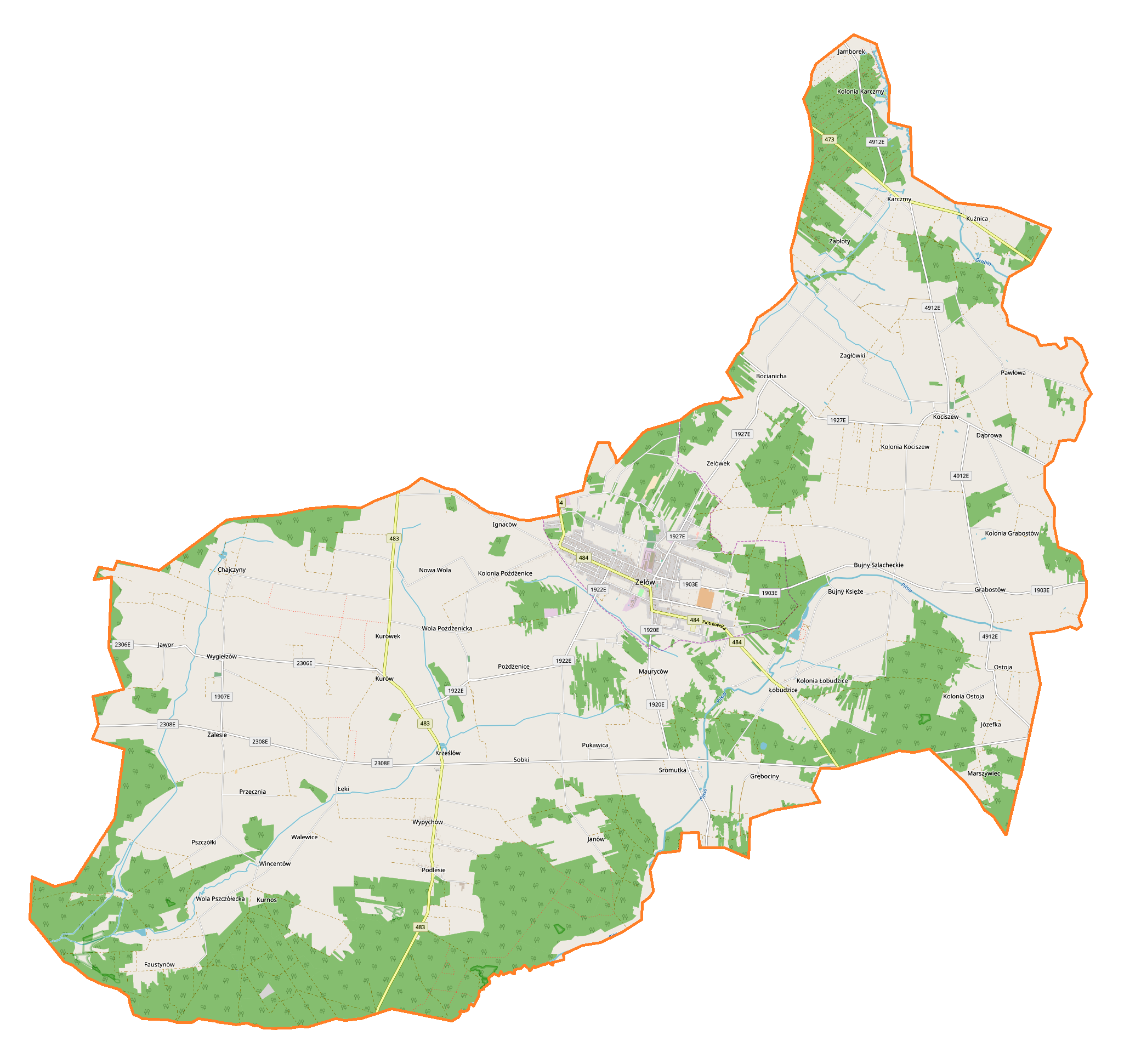
Karte der Gemeinde

Die Gemeinde liegt im Zentrum der Woiwodschaft, etwa 30 Kilometer südlich der Hauptstadt Łódź. Die Kreisstadt Bełchatów liegt etwa zehn Kilometer südöstlich. Nachbargemeinden sind Bełchatów, Buczek, Dłutów, Drużbice, Kluki, Łask, Sędziejowice, Szczerców und Widawa.
Die Gemeinde hat eine Fläche von 167 km², von der 68 Prozent land- und 25 Prozent forstwirtschaftlich genutzt werden.

## Geschichte
Zelów erhielt 1957 die Stadtrechte. Die Landgemeinde wurde 1973 wiedergegründet, von 1954 bis 1972 war sie in Gromadas aufgegliedert. Von 1975 bis 1998 gehörte die Landgemeinde zur Woiwodschaft Piotrków.

### Städtepartnerschaft
Im Jahr 1993 ging die Gemeinde mit der Samtgemeinde und Stadt Neuenhaus in Niedersachsen eine Städtepartnerschaft ein.

## Gliederung
Zur Stadt-und-Land-Gemeinde Zelów (gmina miejsko-wiejska) mit 14.876 Einwohnern (Stand 31. Dezember 2020) gehören neben der Stadt selbst folgende 35 Dörfer mit einem Schulzenamt (sołectwo):
Bocianicha
Bujny Księże
Bujny Szlacheckie
Chajczyny
Dąbrowa
Grabostów
Grębociny
Ignaców
Jamborek
Janów
Jawor
Karczmy
Kociszew
Kolonia Kociszew
Kolonia Łobudzice
Kolonia Pożdżenice
Kurówek
Łęki
Łobudzice
Mauryców
Ostoja
Pawłowa
Pożdżenice
Pszczółki
Pukawica
Sobki
Sromutka
Walewice
Wola Pszczółecka
Wygiełzów
Wypychów
Zabłoty
Zagłówki
Zalesie
Zelówek
Weitere kleinere Ortschaften der Gemeinde sind:
Faustynów
Grabostów-Bominy
Karczmy-Kolonia
Kociszew A
Kolonia Grabostów
Kolonia Ostoja
Krześlów
Kurów
Kuźnica
Łęki-Kolonia
Marszywiec
Nowa Wola
Podlesie
Przecznia
Tosin
Źródła

### Vertretung im Rat
Die 35 Schulzenämter sind zu sechs Wahlkreisen zusammengefasst, hinzu kommen neun städtische Wahlkreise. Unter den 15 Ratsmitgliedern sind fünf Frauen (Stand: 2019).

## Denkmalgeschützte Sehenswürdigkeiten
- Windmühle in Bujny Szlacheckie (19. Jahrhundert, abgegangen ?)[7][8]
- Holzkirche in Kociszew (18. Jahrhundert)[9]
- Gutsanwesen in Krzeslów, Herrenhaus, Park, Vorwerk, Getreidespeicher, Brennerei, Lager- und Nebengebäude (19. Jahrhundert)[10]
- Holzkirche in Łobudzice, 1795 errichtet[11]
- Schule in Pożdżenice (19. Jahrhundert)[12]
- Park des Herrenhauses in Przecznia[13]
- Park des Herrenhauses in Wola Pszczółecka[14]
- Holzkirche und Glockenturm in Wygiełzów, 1796 errichtet[15]
- Evangelisch-reformierte „Kirche der Böhmischen Brüder“ in Zelów, errichtet 1825.[16] Die Kirchengemeinde plant die Einrichtung eines Museums. Sie hat eine der größten Sargschilder-Sammlungen des Landes.[17]

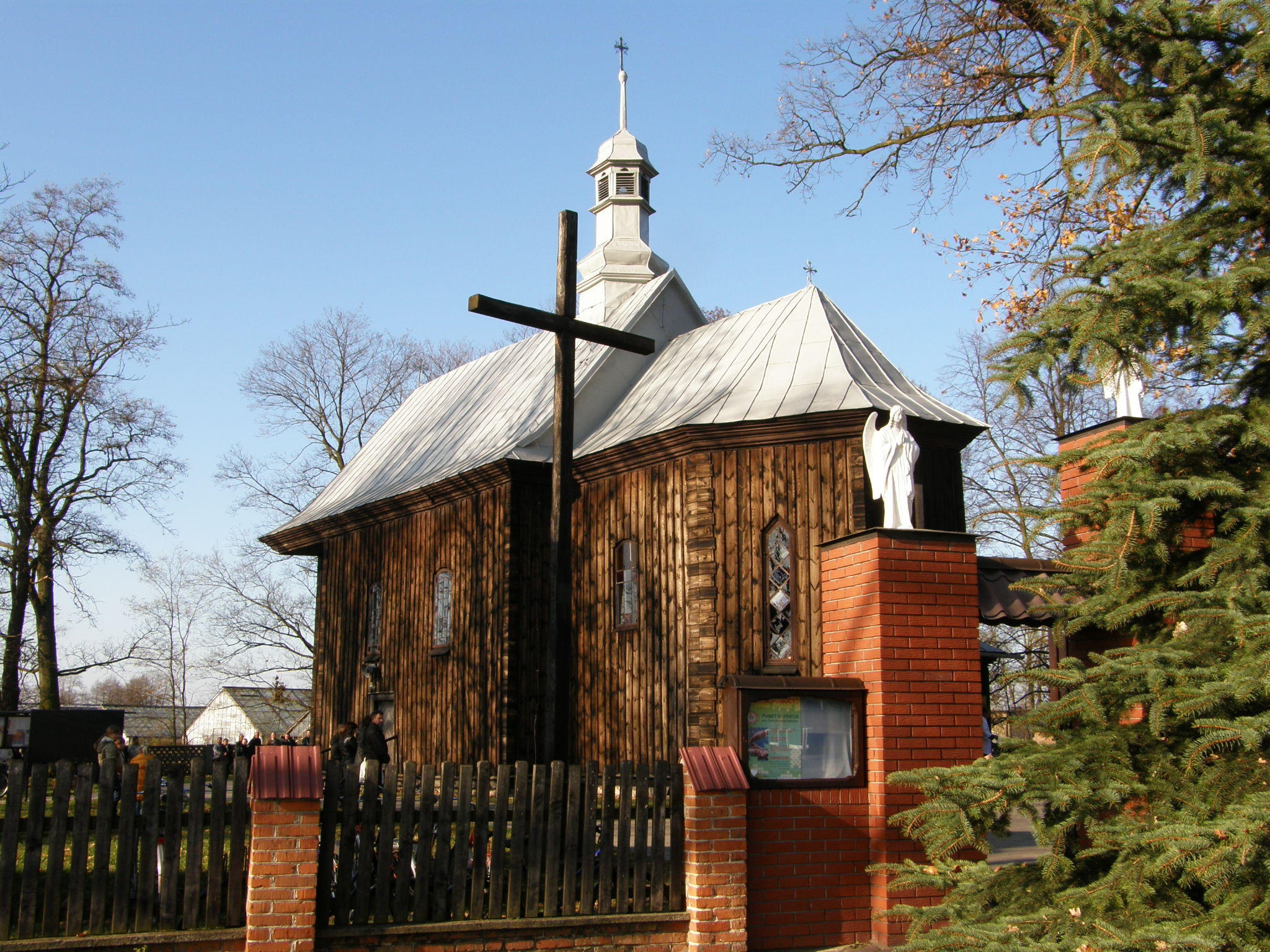
Holzkirche in Kociszew
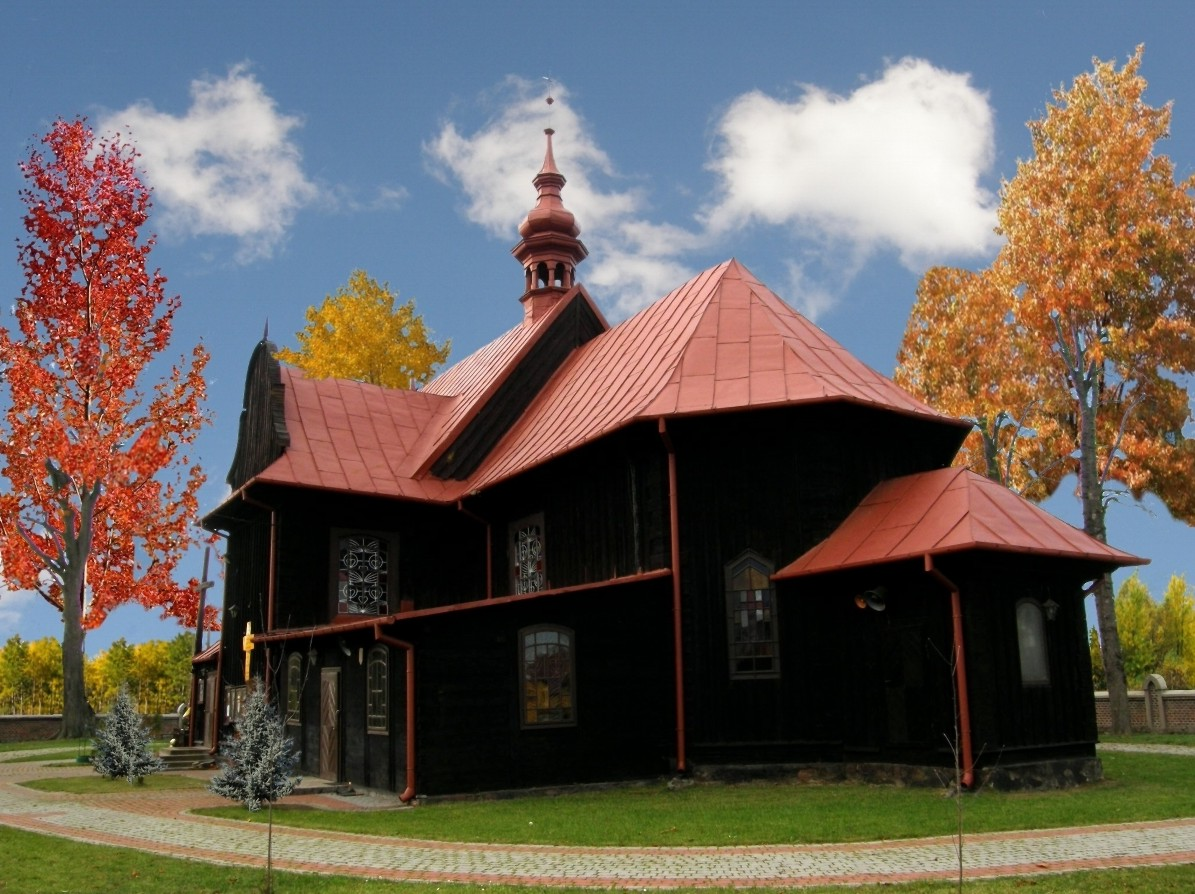
Holzkirche in Łobudzice
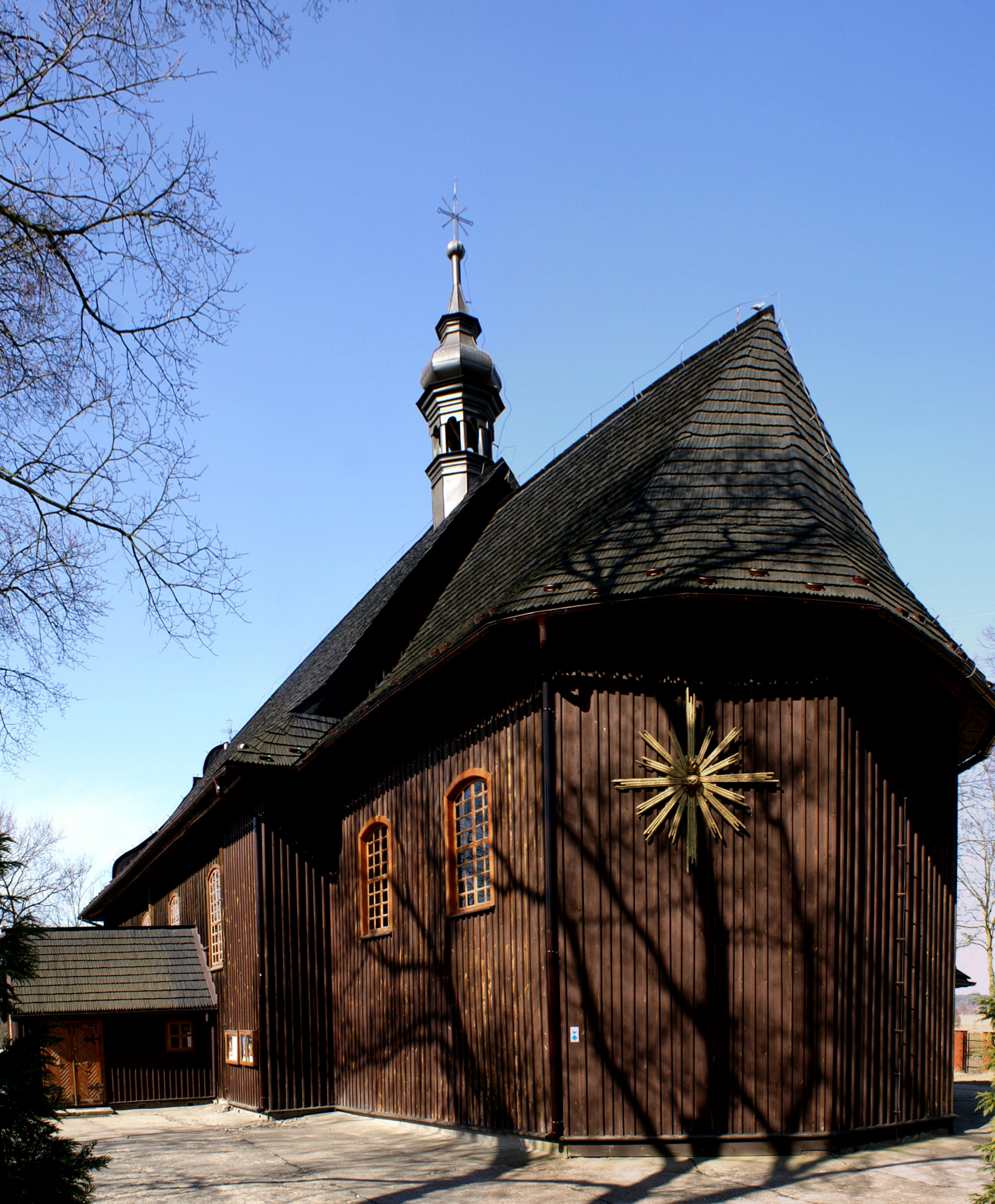
Holzkirche in Wygiełzów
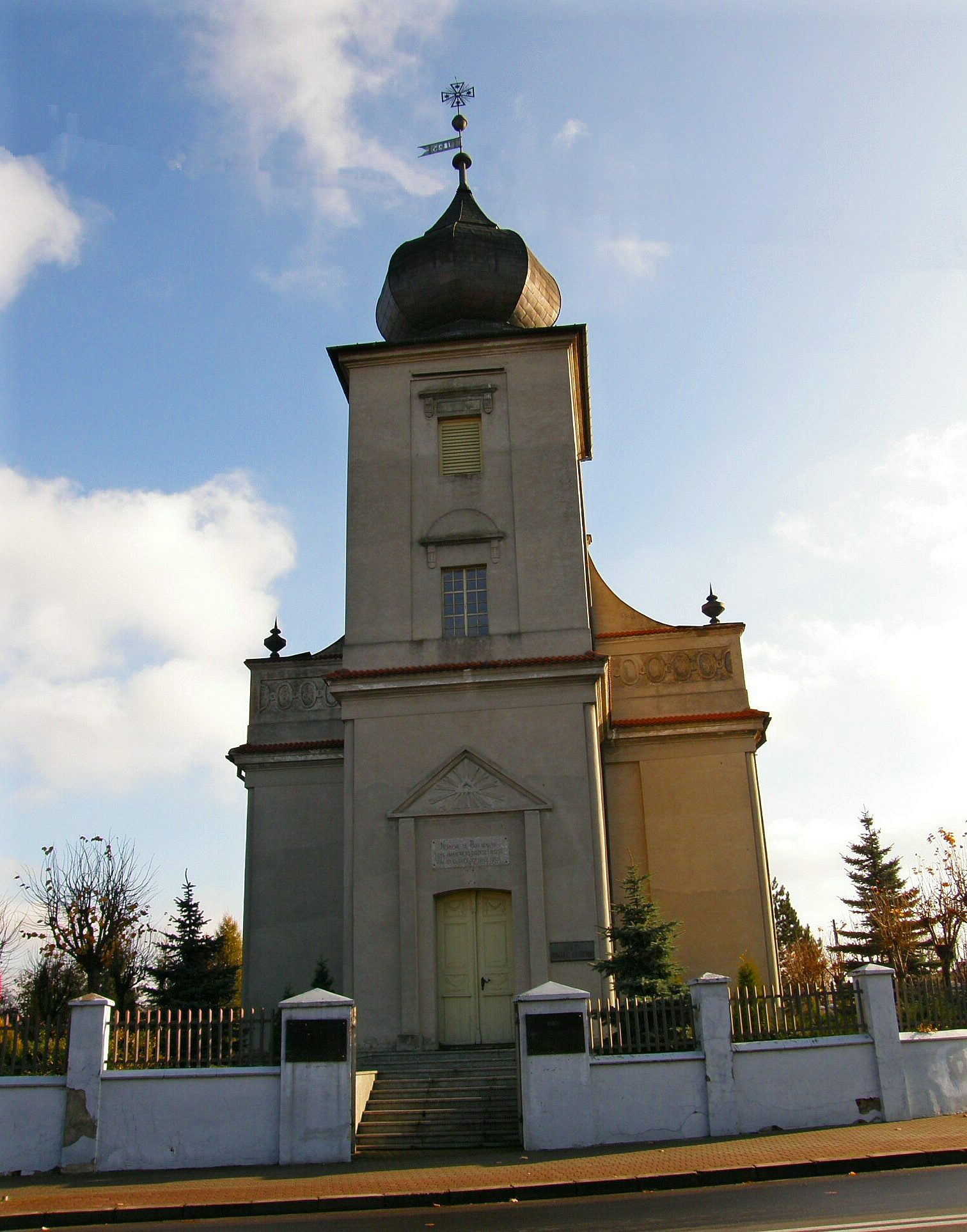
Reformierte Kirche in Zelów
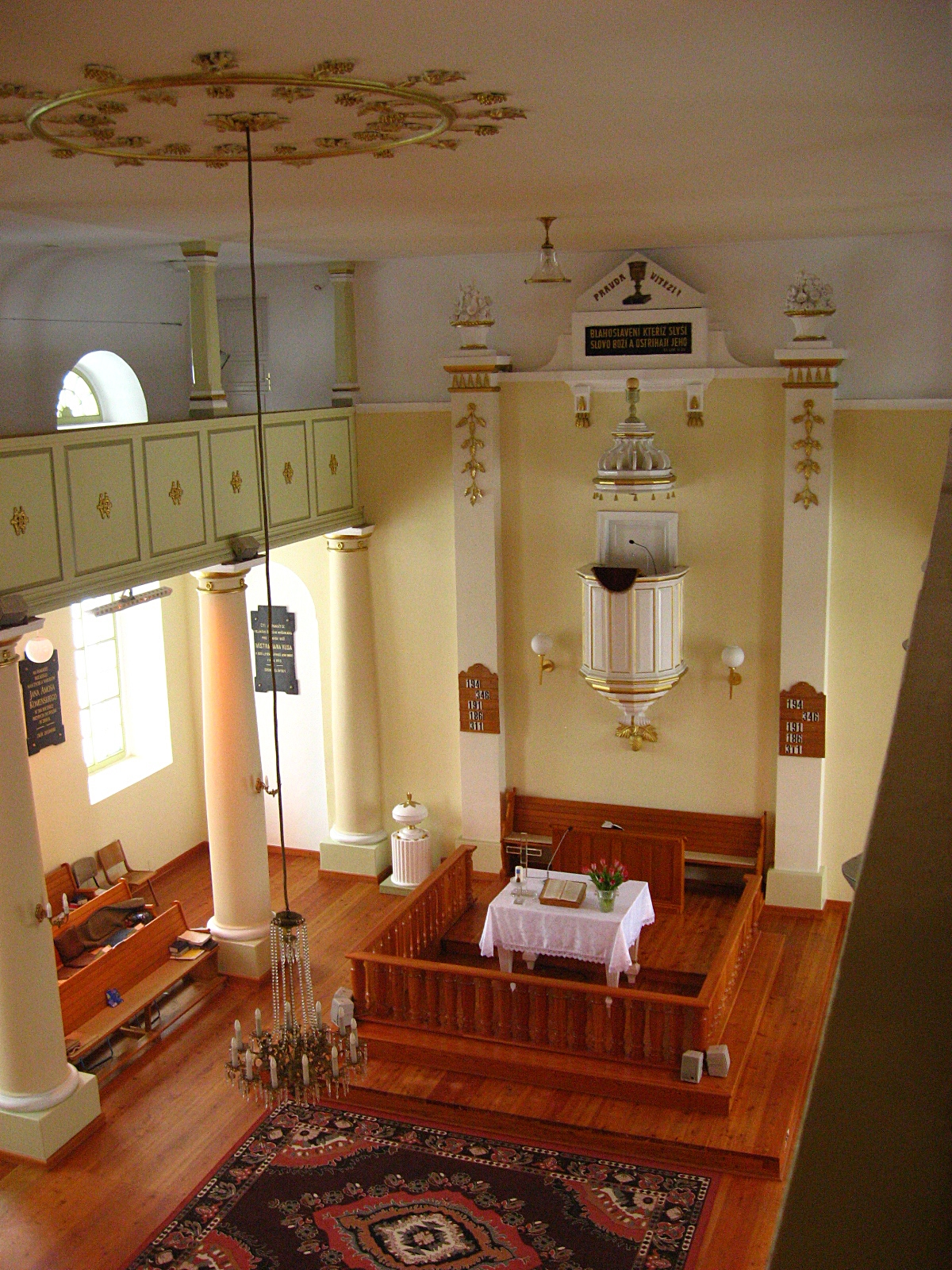
Reformierte Kirche in Zelów
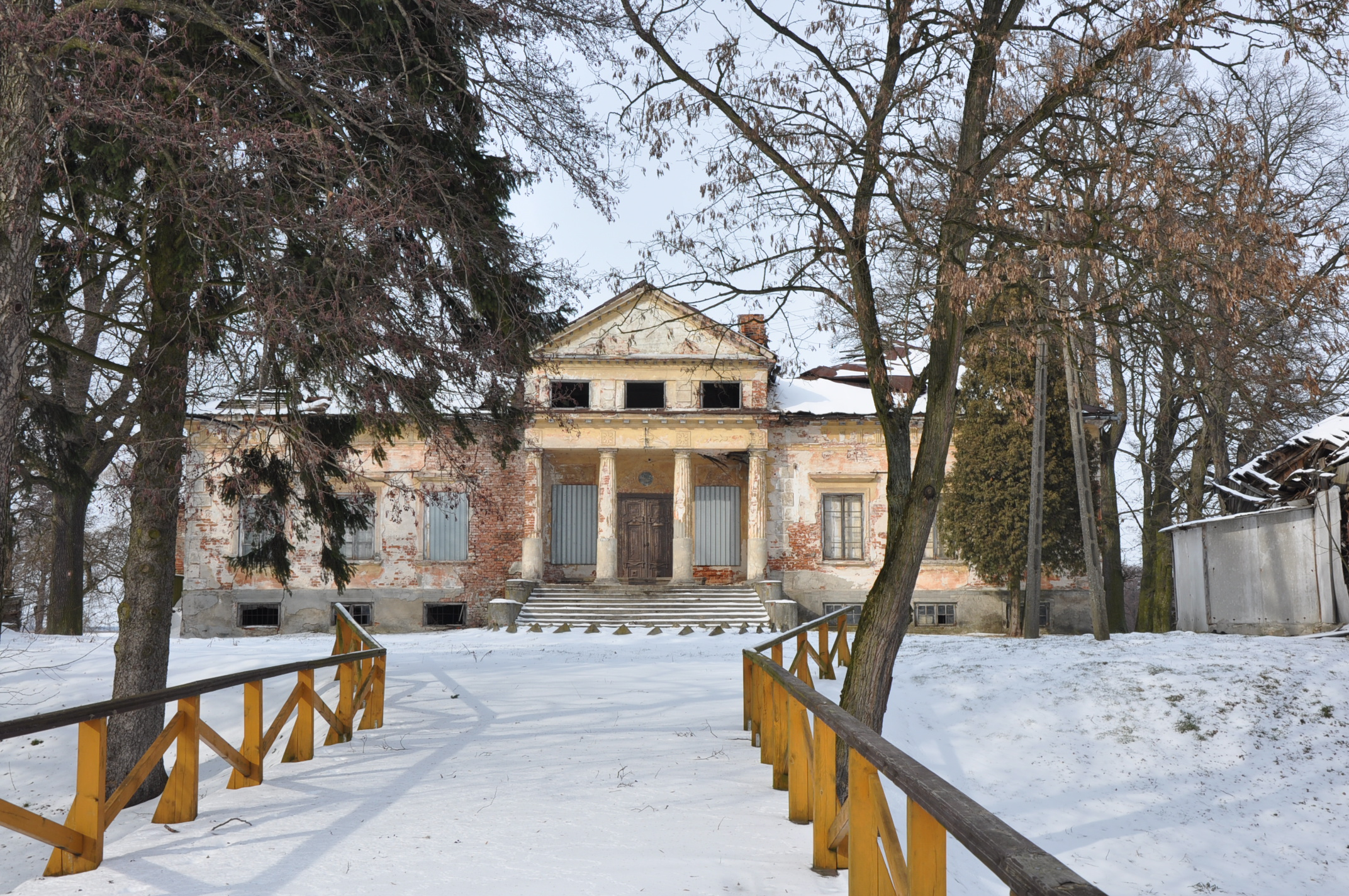
Herrenhaus in Krzeslów
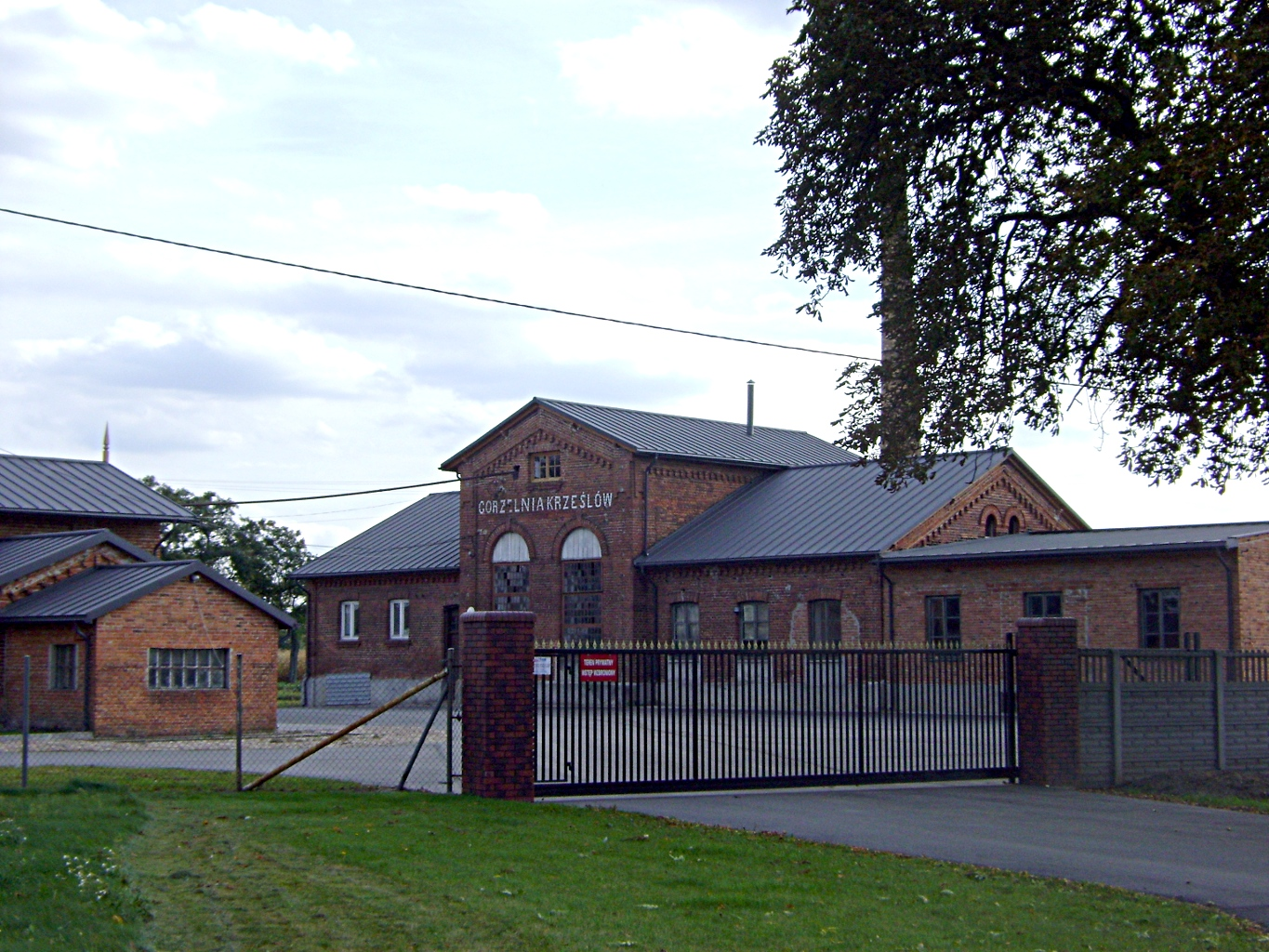
Brennerei in Krzeslów
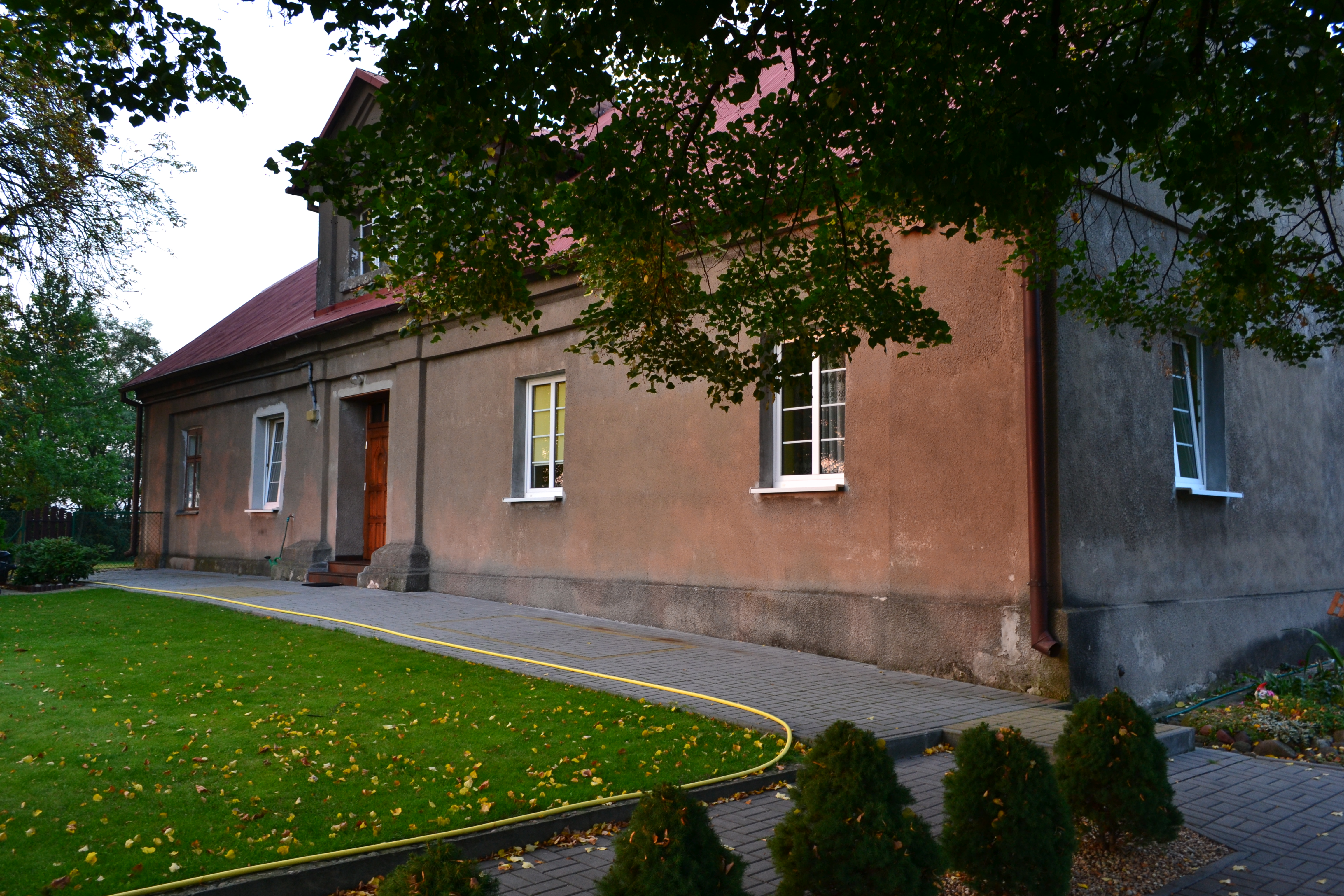
Schule in Pożdżenice

## Verkehr
Die Woiwodschaftsstraßen DW483 und DW484 durchziehen das Gemeindegebiet von Nord nach Süd, die DW473 berührt den Nordosten der Gemeinde. Łódź ist der nächste internationale Flughafen.
Die wichtigsten Straßen sind die Landesstraßen DK43 und DK43, die Gemeinde von Nord nach Süd durchziehen. Der nächste internationale Flughafen ist Łódź.
Der nächste Fernbahnhof ist in der Stadt Łask an der Bahnstrecke Łódź–Ostrów Wielkopolski–Forst (Lausitz).